# Feliks Chociszewski

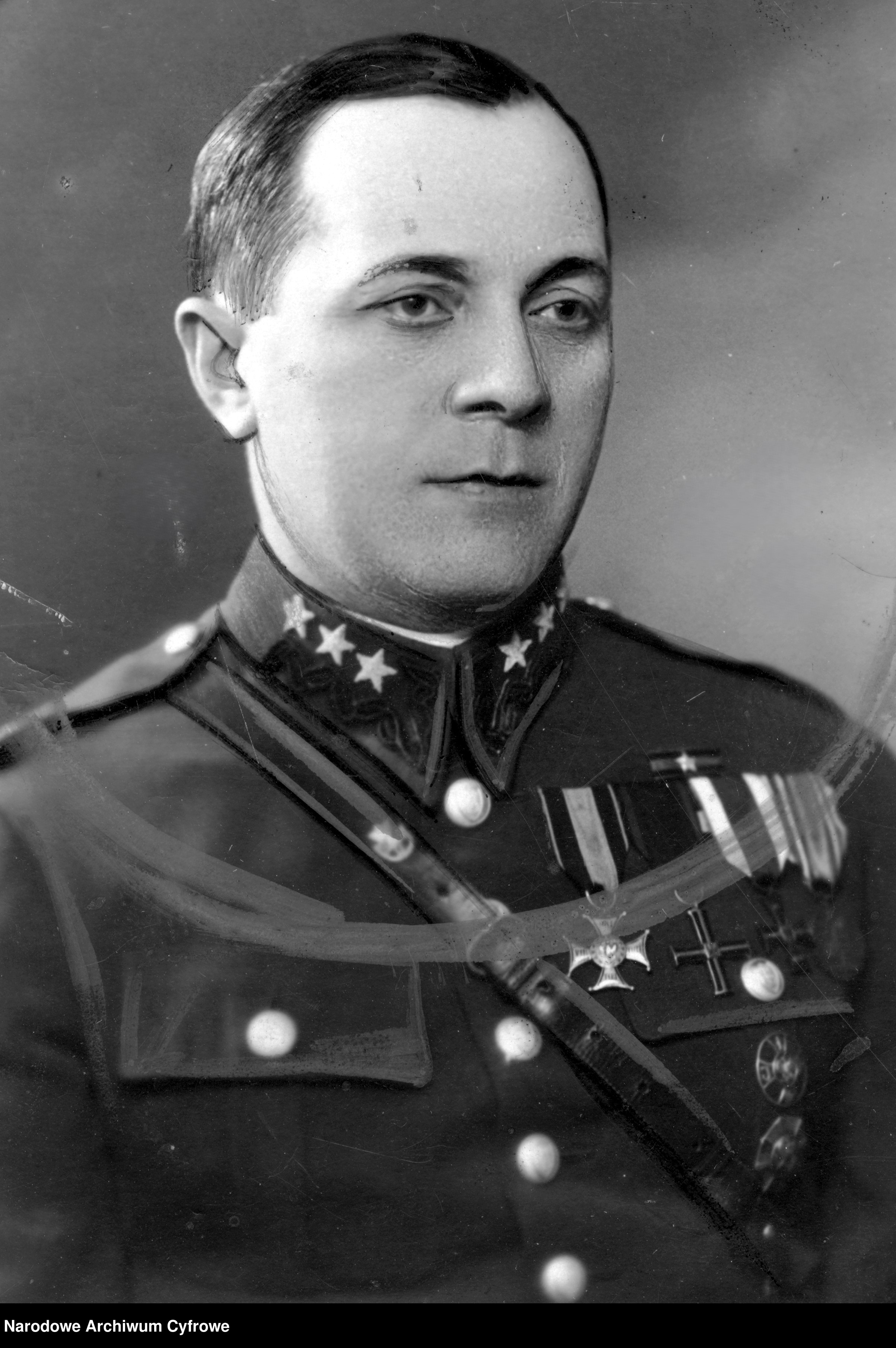
Feliks Chociszewski w mundurze oficera Związku Strzeleckiego.

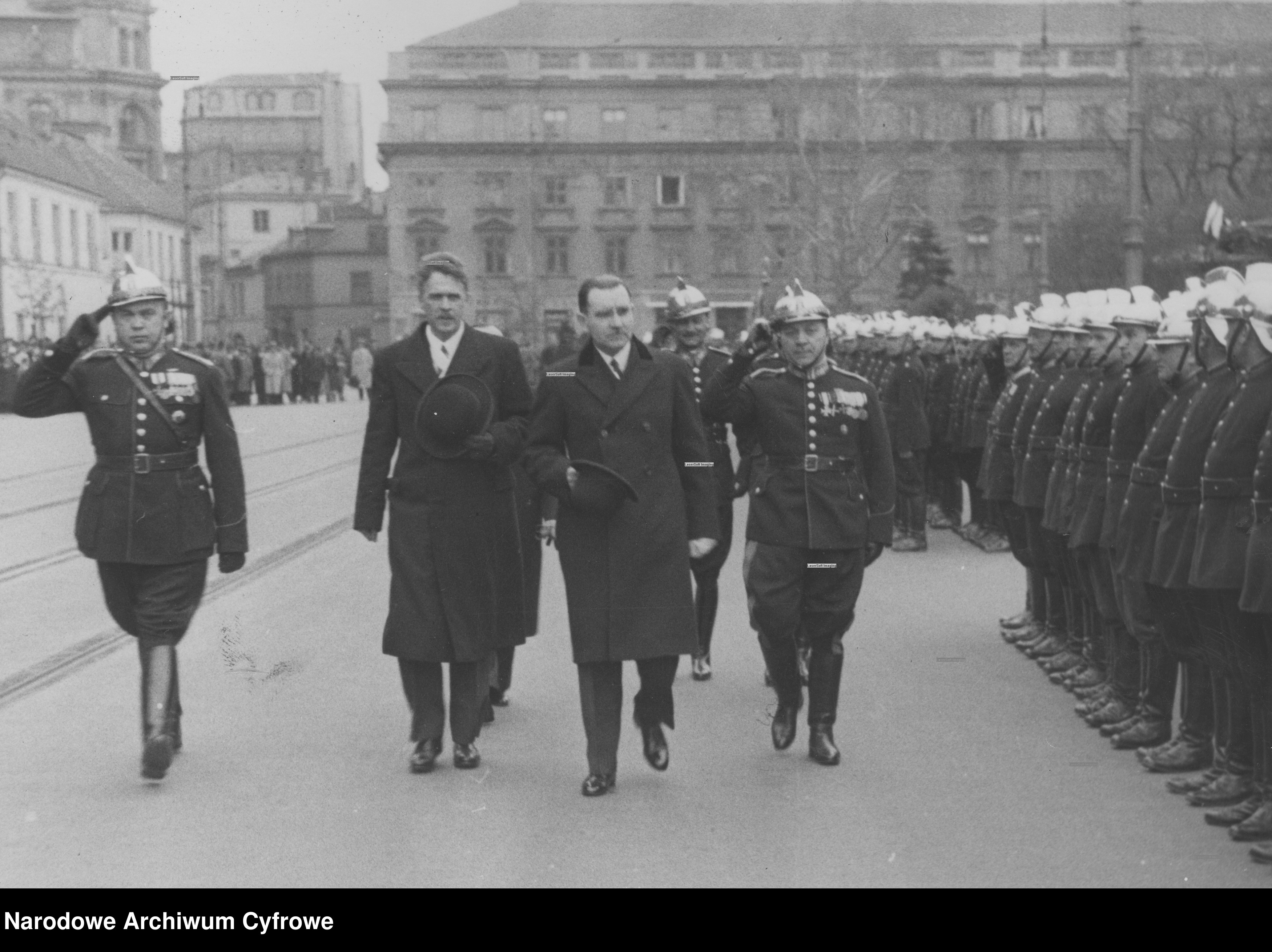
Święto Warszawskiej Straży Ogniowej 8 maja 1935. Feliks Chociszewski pierwszy z prawej.

Feliks Albin Chociszewski (ur. 20 sierpnia 1888 w Warszawie, zm. po 1935) – polski działacz niepodległościowy, nauczyciel, oficer Wojska Polskiego i straży pożarnej, komendant Straży Marszałkowskiej, kawaler Orderu Virtuti Militari.

## Życiorys
Urodził się 20 sierpnia 1888 w Warszawie, ówczesnej stolicy Królestwa Polskiego, w rodzinie Albina i Józefy z Krajewskich. W 1909 zdał maturę w szkole realnej w Krakowie, po czym przez trzy lata studiował agronomię w Studium Rolniczym Uniwersytetu Jagiellońskiego. W 1912 wyjechał do Stanów Zjednoczonych, gdzie kupił farmę i pracował na roli. W 1913 razem z Witoldem Ściborem-Rylskim współorganizował Drużyny „Sokoła” w Ameryce Północnej. W styczniu 1915 na czele drugiej grupy członków organizacji, przez Norwegię, Danię i Niemcy, przybył do Kęt.
2 lutego 1915 wstąpił do Legionów Polskich. Walczył w szeregach 3 kompanii III batalionu 1 pułku piechoty jako sekcyjny. Wyróżnił się 22 maja 1915 w bitwie pod Konarami i 1 lipca tego roku w bitwie pod Tarłowem. 15 kwietnia 1922 pułkownik Tadeusz Piskor sporządził wniosek na odznaczenie orderem „Virtuti Militari”, w którym napisał:

w bitwie 22 maja 1915 pod Konarami starszy legionista Chociszewski na ochotnika wysunął się z drugim legionistą przed linie własne by rozpoznać przeciwnika, a docierając w pobliżu rosyjskiej pozycji podniósł ciężko rannego towarzysza broni, pozostałego w dniu poprzednim na placu walki i przyprowadził go do swoich. W dniu 1 lipca przy szturmie linii rosyjskich pod Tarłowem, jeden z pierwszych przebył zasieki. We wszystkich walkach późniejszych odznaczył się zimną krwią i odwagą.

26 października 1915 w bitwie pod Kamieniuchą został ranny w prawe udo. Po sześciotygodniowym leczeniu szpitalnym wrócił do pułku i awansował na sierżanta. W kwietniu 1917 służąc w 10 kompanii 1 pp został przedstawiony do odznaczenia austriackim Krzyżem Wojskowym Karola. Po kryzysie przysięgowym (lipiec 1917) został internowany w obozie w Szczypiornie. W czasie przewożenia internowanych Legionistów ze Szczypiona do Łomży, uciekł z transportu, wyskakując z pociągu pod Pruszkowem. Po przybyciu do domu zachorował ciężko na tyfus.
Po odzyskaniu niepodległości służył w 32 pułku piechoty. 3 września 1919 Naczelny Wódz mianował go z dniem 1 września 1919 podporucznikiem w piechocie. Po awansie pełnił funkcję adiutanta I batalionu, a następnie dowódcy kompanii. Później został przeniesiony do 20 pułku piechoty, a następnie do 63 pułku piechoty.
Po zawarciu pokoju został przeniesiony do Batalionu Zapasowego Wojsk Wartownicznych i Etapowych Nr VIII, a następnie do 19 Batalionu Celnego. Od 1 czerwca 1921 jego oddziałem macierzystym był 35 pułk piechoty. Na początku 1922 został formalnie zdemobilizowany i przydzielony w rezerwie do 35 pułku piechoty. 17 września 1923, na własną prośbę, został przeniesiony do rezerwy. 8 stycznia 1924 został zatwierdzony w stopniu porucznika ze starszeństwem z 1 czerwca 1919 i 625. lokatą w korpusie oficerów rezerwy piechoty.
Po zwolnieniu z wojska przez dwa lata pracował jako nauczyciel szkoły średniej na Podlasiu. Od 1925 pełnił służbę jako oficer Miejskiej Straży Pożarnej w Krakowie. Obowiązki zawodowe łączył z działalnością społeczną w Związku Strzeleckim, Związku Legionistów Polskich, Polskim Czerwonym Krzyżu i Lidze Obrony Powietrznej i Przeciwgazowej oraz polityczną w BBWR. W 1929 pełnił funkcję komendanta obwodu Związku Strzeleckiego w Krakowie. W 1934, jako oficer rezerwy pozostawał w ewidencji Powiatowej Komendy Uzupełnień Kraków Miasto. Posiadał przydział do Oficerskiej Kadry Okręgowej Nr V. Był wówczas „reklamowany na 12 miesięcy”.
1 lipca 1934 został mianowany komendantem Straży Marszałkowskiej. Od 1 stycznia do 31 października 1935 był komendantem Straży Pożarnej w Warszawie. Z ostatniego stanowiska odszedł po pożarze Państwowego Muzeum Zoologicznego w Warszawie, w nocy z 1 na 2 października 1935. W 1936 był oficerem rezerwy Związku Strzeleckiego w stopniu organizacyjnym „powiatowy”.
Był żonaty z Natalią, z którą miał córkę Zofię Wandę primo voto Czempińską (ur. 1922), porucznika ludowego Wojska Polskiego, odznaczoną między innymi Krzyżem Kawalerskim Orderu Odrodzenia Polski i Krzyżem Walecznych. Na cmentarzu Powązkowskim w Warszawie została pochowana Natalia Chociszewska (ok. 1889–1974).

## Ordery i odznaczenia
- Krzyż Srebrny Orderu Wojskowego Virtuti Militari nr 7157 – 17 maja 1922[21]
- Krzyż Niepodległości – 20 lipca 1932 „za pracę w dziele odzyskania niepodległości”[22]
- Medal za Ratowanie Ginących – 5 sierpnia 1935 (za ratowanie poszkodowanych w katastrofie budowlanej kamienicy Macieja Łyszkiewicza)[23][24]
- Medal Pamiątkowy za Wojnę 1918–1921[1]
- Medal Dziesięciolecia Odzyskanej Niepodległości[1]
- Odznaka Pamiątkowa Więźniów Ideowych[1]
- Odznaka za Rany i Kontuzje z jedną gwiazdką[1]
- Odznaka „Za wierną służbę”[25]